# Адамс, Самюэль Гопкинс
Самюэ́ль Го́пкинс А́дамс (англ. Samuel Hopkins Adams) (26 января 1871 — 15 ноября, 1958) — американский писатель, автор романа «A Revelry» (1926) о скандале в администрации президента Гардинга. Драма Адамса на эту же тему в США была запрещена в 1920-е.

## Биография
Адамс родился в городке Данкрик, шт. Нью-Йорк. В 1891 году он окончил Гамильтон колледж (англ. Hamilton College). С 1891 по 1929 работал репортёром в нью-йоркской газете «The Sun». Затем перешёл в журнал «McClure’s», где заслужил репутацию «разгребателя грязи» (англ. Muckraker, то есть журналист, разоблачающий коррупцию и махинации чиновников и политиков) за серию публикаций о проблемах здравоохранения в США.
В 1905 году он написал серию статей под общим названием Большая американская афера (англ. The Great American Fraud) для журнала «Collier's». Статьи оказали большое влияние на общественное мнение и в конечном итоге привели к принятию в США «Закона о доброкачественности пищевых продуктов и медицинских препаратов» 1906 года (англ. Pure Food and Drug Act).
Помимо журналистики Адамс также занимался художественной литературой. Рассказ Адамса «Ночной автобус» (англ. Night Bus) сначала был опубликован в журнале, а позднее лег в основу сценария оскароносного фильма «Это случилось однажды ночью».
Наиболее известным произведением Адамса считается роман 1926 года «Revelry» («Пирушка»), рассказывающий о скандале в администрации Уоррена Гардинга. В 1929 году писатель опубликовал продолжение — биографию президента Гардинга «Incredible Era» («Невероятная Эпоха»).
В 1920-х годах Адамс написал два романа, «Flaming Youth» («Пламенная юность») и «Unforbidden Fruit» («Незапретный плод»), посвящённые теме полового влечения молодых женщин в век джаза: написанные с небывалой для того времени сексуальной откровенностью, произведения были опубликованы под псевдонимом Warner Fabian. Это было сделано для того, чтобы возможный скандал вокруг этих произведений, не повлиял на иные романы Адамса. Оба романа Уорнера Фабиана стали бестселлерами, а позднее были экранизированы.
На протяжении ряда лет Самуэль Адамс дружил со знаменитым журналистом Рэем Стеннардом Бэйкером (англ. Ray Stannard Baker) и политиком и адвокатом Бенжамином Дарроу (англ. Benjamin Darrow).
Самуэль Адамс умер в Бьюфорте, шт. Южная Королина 15 ноября 1958 года.